# Enheduanna (cràter)
Enheduanna és un cràter d'impacte al planeta Mercuri de 105 km de diàmetre. Porta el nom de la poetessa sumèria Enheduanna (2285 aC - 2250 aC), la primera persona autors literària conservada, i el nom va ser aprovat per la Unió Astronòmica Internacional el 2015.